# Vores Øl
Vores Øl (danese per la nostra birra, o in inglese our beer) è una birra danese.

Free Beer, il prosecutore di Vores Øl.

## Origine
La birra è stata presentata come la prima birra open source. La ricetta è stata pubblicata sotto licenza Creative Commons BY-SA 2.5 (Attribuzione - Condividi allo stesso modo).
La birra è stata creata dagli studenti dell'IT-University a Copenaghen insieme a Superflex, un collettivo di artisti di Copenaghen, per illustrare come i concetti di open source possano essere applicati anche fuori dal mondo digitale. Gli studenti hanno preparato la birra, la prima serie di 100 litri, intitolata 'versione 1.0', nella caffetteria della scuola, e hanno creato un'etichetta e un sito web per promuoverla; in seguito ne hanno pubblicato la ricetta.

## Utilità della ricetta originale
Le reazioni della comunità dei bevitori di birra (homebrewing) sono state quasi immediate e molti hanno criticato la qualità della ricetta, scrivendo nel thread di Slashdot.
I principali reclami riguardavano il fatto che non era stato dichiarato quanta acqua si dovesse utilizzare nella mistura, quale tipo di lievito doveva essere usato, lo stile di birra che sarebbe stato prodotto (se non che sarebbe stata scura ed heavy), se fossero o meno stati aggiunti dei luppoli per l'aroma, quale fosse la temperatura di fermentazione o che sapore avrebbe dovuto avere la birra.
In analogia alle linee guida del software open source che il gruppo sta promuovendo implicitamente, molte persone hanno detto che se questa ricetta fosse il codice sorgente, non potrebbe essere compilata.
Rasmus Nielsen, uno degli sviluppatori della birra, ha ammesso che la birra era un mezzo per comunicare un messaggio di "nozioni dogmatiche del copyright e della proprietà intellettuale che stanno dominando la nostra cultura." Ha anche dichiarato che il gruppo non era composto da guru della birra e ha sottinteso che la loro esperienza nella produzione di birra era limitata. In base al tema di fondo della campagna portata avanti dal gruppo, la correzione e lo sviluppo di questa ricetta è attivamente consigliato e Wikipedia, nominata come una delle tecnologie di sviluppo che ha incitato lo sviluppo di Vores Øl , si adatta alla loro visione di avere veramente una ricetta open source.